# Xylopia ghesquiereana
Xylopia ghesquiereana este o specie de plante angiosperme din genul Xylopia, familia Annonaceae, descrisă de Alberto Judice Leote Cavaco și Monique Keraudren. Conform Catalogue of Life specia Xylopia ghesquiereana nu are subspecii cunoscute.